# Albanisch-kroatische Beziehungen
Zwischen Albanien und Kroatien bestehen seit 1992 diplomatische Beziehungen, nachdem Albanien Kroatien zu Beginn des Jahres anerkannt hatte. Es besteht in mehreren Bereichen eine Zusammenarbeit, die weiterhin ausgebaut wird. Derzeit sind zwischen beiden Staaten zahlreiche bilaterale Verträge in Kraft und für die Zukunft ist eine weitere Intensivierung, vor allem in Wirtschaft und Handel, anvisiert. Regelmäßige Besuche und Austausche – auch auf höchster Ebene – werden von beiden Partnerländern als konstruktiv erachtet und fördern die guten Beziehungen weiter. Gemäß Darstellung der albanischen Botschaft bestünden untereinander keine Streitpunkte, sondern man teile dieselben Ansichten und Positionen bezüglich der Situation in der Region.
Die beiden Staaten traten gemeinsam der NATO bei, und das EU-Mitglied Kroatien unterstützt die Integration Albaniens in die Europäische Union.

## Geschichte
1934 ernannte König Zogu von Albanien drei Honorarkonsuln in Zagreb, Split und Dubrovnik.

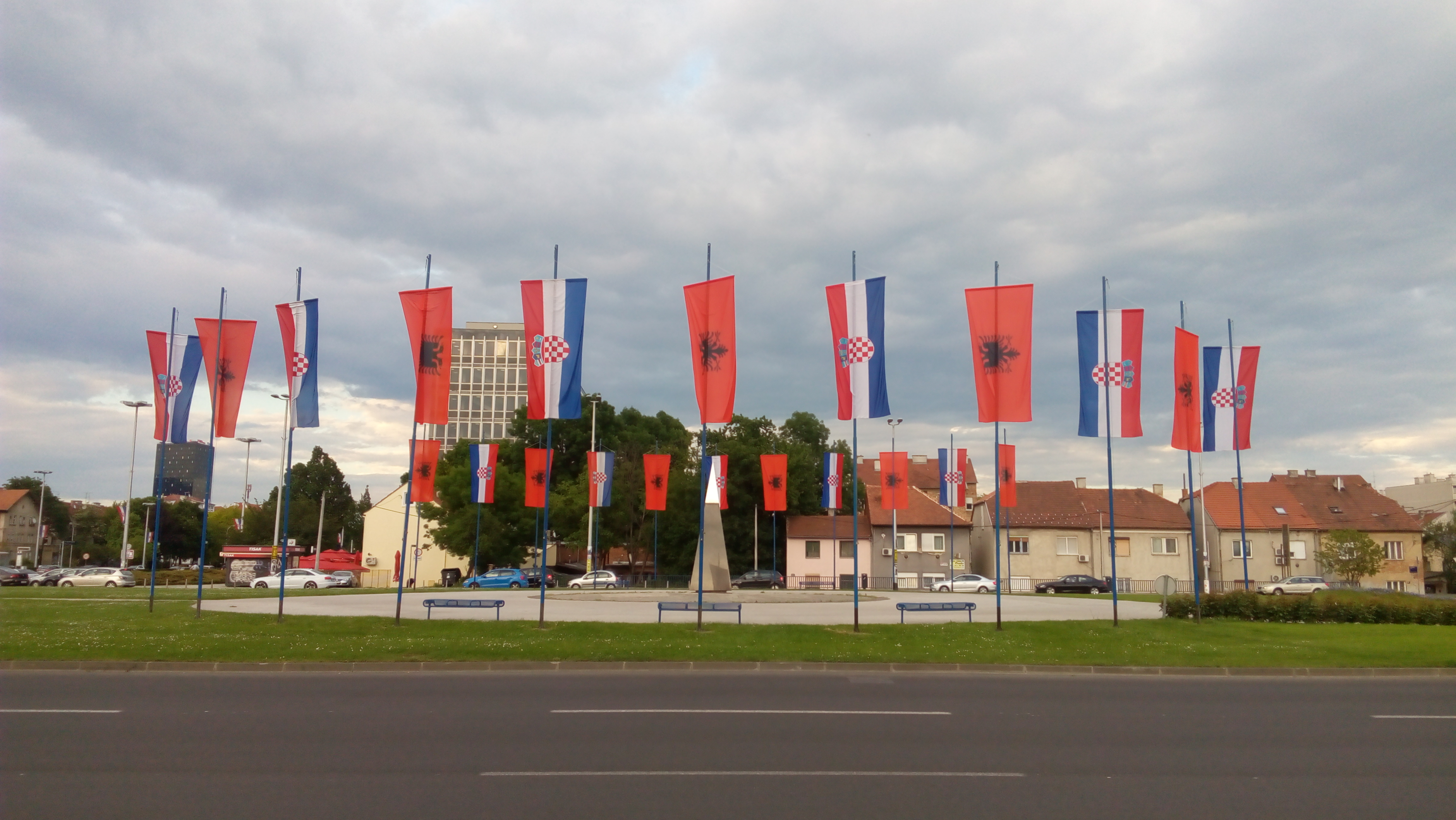
Flaggen beider Staaten in Zagreb während eines Staatsbesuchs von Bujar Nishani im Mai 2016

Nachdem sich Kroatien im Juni 1991 offiziell für von Jugoslawien unabhängig erklärte, hat Albanien den neuen Staat am 21. Januar 1992 anerkannt. Diplomatische Beziehungen sind daraufhin am 25. August 1992 aufgenommen worden. Während des Kroatienkrieges von 1991 bis 1995 kämpften Albaner – wie zum Beispiel Rahim Ademi – auf kroatischer Seite mit, wofür der kroatische Staat noch 2016 seine Dankbarkeit ausdrückte.
Im April 2009 sind beide Länder gleichzeitig Mitglieder der NATO geworden. Im Vorfeld dieses Beitritts vertieften sie ihre Zusammenarbeit in der Verteidigungs- und Sicherheitspolitik. Kroatiens EU-Beitritt am 1. Juli 2013 wurde von albanischer Seite positiv aufgenommen.

## Wirtschaft
Auch im wirtschaftlichen Bereich gibt es eine enge Kooperation. 2017 betrug das gemeinsame Handelsvolumen zwischen den beiden Volkswirtschaften 61,47 Millionen Euro, was einem Anstieg um 20 % im Vergleich zum Vorjahr entspricht. 2014 betrug es noch 46,330 Millionen Euro. Immer mehr kroatische Unternehmen investieren in Albanien beziehungsweise erschließen den albanischen Markt für sich. 2013 kamen 13,870 Millionen Euro an Direktinvestitionen aus Kroatien nach Albanien. Auf der anderen Seite expandieren auch immer mehr albanische Firmen nach Kroatien.
2009 bekundeten die Regierungschefs beider Länder ihren Willen, ein gemeinsam genutztes Kernkraftwerk nahe Shkodra zu errichten.

## Vertretungen
Es besteht sowohl eine albanische Botschaft in Zagreb als auch eine kroatische Botschaft in Tirana.

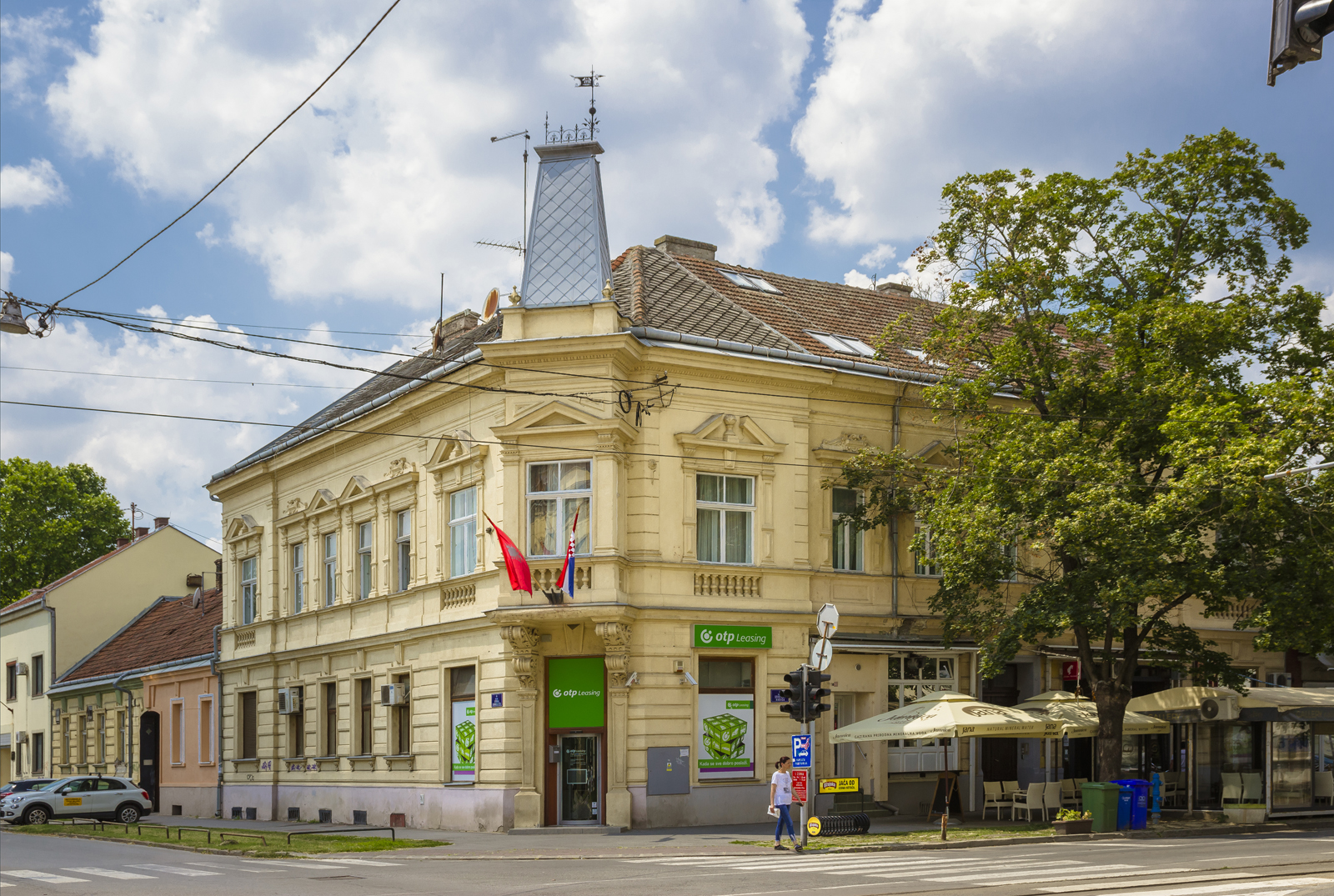
Albanisches Konsulat in Osijek (2020)

Zudem unterhält Albanien Konsulate in Dubrovnik, Zadar, Rijeka und Osijek.

## Volksgruppen
2011 wurden bei der Volkszählung 17.513 Albaner in Kroatien gezählt. Ein Teil von ihnen gehört einer in Istrien und Dalmatien alteingesessenen albanischen Minderheit an, welche auch in der kroatischen Verfassung als solche anerkannt wird.

## Ehrungen und Auszeichnungen
Die albanische Botschaft in Kroatien vergibt ein nach Milan von Šufflay benanntes Verdienstzertifikat an Personen, Institutionen oder Organisationen, die sich für die Beziehungen einsetzen und zur Freundschaft zwischen beiden Völkern beitragen. Es wird traditionellerweise jedes Jahr am Nationalfeiertag Albaniens (28. November) an jeweils einen Albaner und einen Kroaten verliehen.
Vier albanische Präsidenten wurden bisher mit dem Velered kralja Tomislava, dem höchsten Verdienstorden der Republik Kroatien, ausgezeichnet:
- Rexhep Meidani (2001)[8]
- Alfred Moisiu (2007)[9]
- Bamir Topi (2009)[10]
- Ilir Meta (2019)[11]